# Fédération nationale des syndicats chrétiens

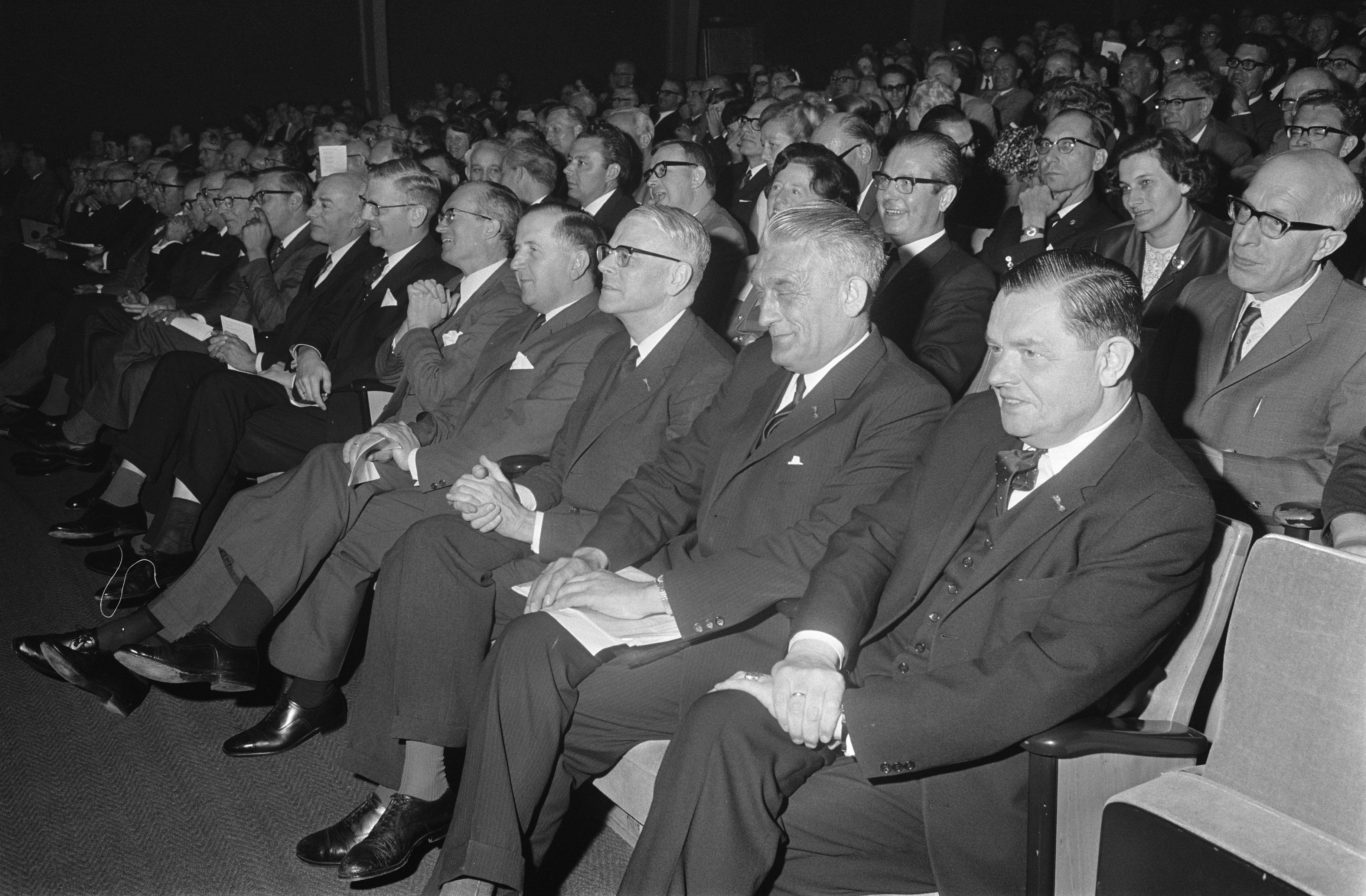
V.l.n.r. minister Beernink, minister Roolvink, minister De Block, staatssecretar, Bestanddeelnr 922-6114

La Christelijk Nationaal Vakverbond (CNV - Fédération nationale des syndicats chrétiens) est un syndicat néerlandais. Ses onze organisations affiliées représentent 360 000 adhérents. 
La CNV a été fondée le 13 mai 1909 à Arnhem pour représenter les travailleurs protestants et catholiques. À la suite de l'opposition de certains responsables religieux, la CNV est devenue une organisation se référant uniquement au protestantisme de 1912 à fin des années 1970. Elle était liée à des organisations très anti-marxistes.